# Jón Guðni Fjóluson
Jón Guðni Fjóluson, född 10 april 1989 i Þorlákshöfn, är en isländsk fotbollsspelare som spelar för svenska Hammarby IF.

## Karriär
Den 1 december 2015 presenteras Fjóluson som de svenska mästarna IFK Norrköpings första nyförvärv inför säsongen 2016. Kontraktet var på 3 år.
I augusti 2018 värvades Fjóluson av ryska FK Krasnodar, där han skrev på ett treårskontrakt. I september 2020 värvades Fjóluson av norska Brann, där han skrev på ett kontrakt över resten av året. Den 16 januari 2021 värvades Fjóluson av Hammarby IF, där han skrev på ett treårskontrakt.